# Psychotria mangorensis
Psychotria mangorensis là một loài thực vật có hoa trong họ Thiến thảo. Loài này được (Bremek.) A.P.Davis & Govaerts mô tả khoa học đầu tiên năm 2007.